# Жан де Дью Сульт
Жан де Дью Сульт (фр. Jean-de-Dieu Soult, фр.: [ʒɑ̃dədjø sult]; 29 березня 1769 — 26 листопада 1851) — французький військовий і політичний діяч, Маршал та Головний Маршал Франції.

## Життєпис

### Кар'єра за Республіки
Походив зі старовинного дворянського роду Греньє. Син Жана Сульта, нотаріуса, та Жанни де Кальве, родички роду Граньє. Спочатку обрав собі правницьку кар'єру. Після смерті у 1779 році батька вирішив піти до війська. У 1785 році вступив до піхотного полку. У 1787 році він став капралом, у 1791 році — сержантом. У 1792 році став інструктором 1 батальйону добровольців із Верхнього Рейну у званні молодшого лейтенанта. Згодом воював у Мозельській армії, у 1793 році став капітаном. У 1794 році призначено командиром батальйону.
Того ж року відзначився у битві під Флерюсом й отримав звання бригадного генерала. У 1796 році у складі Самбро-Мааської армії звитяжив у битвах під Альтенкірхеном, Фрідбергом та Ліптінгеном. Добре проявив себе у битві під Стокасом. У 1799 році отримав звання дивізійного генерала.
У 1799 році поступив до армії Гельветії під орудою Андре Массени. Тут відзначився своєю хоробрістю та розсудливістю під час першої битви під Цюрихом. У 1800 році за наказом першого консула Наполеона Бонапарта перейшов до Італійської армії, де очолив її правий фланг. Тут Сульт особливо відзначився при захопленні Генуї. Після цього відзначився у битві під Маренго. Згодом призначений губернатором П'ємонту. На цій посаді придушив повстання італійців. Після укладання у 1802 році Ам'єнського миру повернувся до Франції. У 1803 році призначено головою військового табору у Сен-Омер.

### На службі у Наполеона
Після оголошення Франції імперією Сульт одним із перших здобув звання маршала. У 1805 році здобув велику стрічку Ордену Почесного легіону, звання генерал-полковника імператорської гвардії та очільника Булонського табору, де готувався десант до Великої Британії. З початком нової війни проти Франції з боку Російської імперії та Австрії Наполеон I призначив Сульта головою 4-го корпусу Армії Німеччини. Сульт захопив Шпейєр, потім Аугсбург, Біберах-на-Рісі, Меммінген. Після цього добре проявив себе у битві під Ульмом. Також добре бився під Аустерліцом у 1805 році, у Пруській кампанії — у 1806 році (битва під Єною). Згодом звитяжив у кампанії 1807 року — у битвах під Фрідландом та Пройсіш-Ейлау. Після укладання Тільзитського миру повернувся до Франції, отримавши титул герцога Далмацького.
У 1808 році Наполеон I спрямував Сульта до Іспанії для придушення спротиву. 10 листопада того ж року той завдав іспанцям поразки під Гамоналою й захопив міста Бургос, Сантадер, Ла Корунью, де знищив англійське військо. З початком у 1809 році війни з Португалією Сульт рушив туди, захопивши міста Шавіш і Порту. Втім згодом був вимушений відступити з Порту. У 1809 році зазнав поразки під Талаверою на чолі із Жозефом Бонапартом, Наполеон призначив Сульта головою усіх французьких військ в Іспанії. 12 листопада того ж року Сульт розбив англо-іспанські війська у битві під Оканьєю. Згодом, у 1810 році, захопив Севілью та взяв в облогу Кадіс. У 1810 році переміг у битві під Гебором та захопив важливу фортецю Бадахос. Втім того ж року зазнав поразки під Альбуерою.
Після поразки у 1812 році під Саламанкою залишив Іспанію. Приєднався до Великої армії у 1813 році, де очолив 4-й корпус. Відзначився у битві під Бауценом. Після цього за наказом Наполеона очолив французькі війська на півдні, де захищав кордони від англо-іспанських військ на чолі із Веллінгтоном. У 1814 році виграв битву під Тулузою. Втім після зречення Наполеона Бонапарта припинив опір.
За короля Людовика XVIII зберіг своє становище в армії. У 1814 році призначений військовим міністром. Втім після повернення Наполеона з Ельби перейшов на бік останнього. Брав участь під Ліньї та Ватерлоо, але не проявив тут свої військові здібності.

### На службі Бурбонам
У 1815 році згідно з Ордонансом 24 липня був змушений залишити Францію. Жив у Бармені. Але у 1819 році, після оголошення амністії, повернувся на батьківщину. У 1820 році його відновлено у званні маршала. У 1827 році король Карл X надав Сульту звання пера Франції.

### На службі Луї-Філіппу I
Сульт підтримав Липневу революцію 1830 року. Тоді ж за наказом нового короля Луї-Філіпа обійняв посаду військового міністра. Реорганізував армію та Національну гвардію, створивши вірні новому королеві загони. За наказом Сульта 9 березня створено Іноземний легіон. Згодом прийнято закон щодо пенсій військовиків. У 1831 та 1834 роках придушив повстання у Ліоні.
У 1832—1834 роках очолював кабінет міністрів. Втім внаслідок розбіжностей з Франсуа Гізо пішов у відставку. У 1839—1840 роках знову був прем'єр-міністром, але внаслідок протистояння з палатою депутатів знову пішов у відставку. Втім того ж року втретє очолив кабінет міністрів. На цій посаді залишався до 1847 року. Після відставки отримав звання головного маршала Франції. Помер у власному замку поблизу рідного міста у 1851 році, залишивши після себе цікаві мемуари.

## Родина
Дружина — Луїза Йоганна Єлизавета Берг
Діти:
- Гектор-Наполеон (1801—1857)
- Марія Луїза Кароліна (1817)